# De casibus virorum illustrium
Il De casibus virorum illustrium è un'opera latina di Giovanni Boccaccio, composta nel corso degli anni '50 e '60 del XIV secolo e dedicata a Mainardo Cavalcanti.

## Contenuto
Con il De casibus virorum illustrium, opera in prosa composta da 174 capitoli, raggruppati in 9 libri, Boccaccio intende proporre figure celebri per le sventure loro capitate, ripercorrendo la storia dell'umanità dalla creazione al XIV secolo. I protagonisti sono uomini e donne, virtuosi e viziosi, tratti da Antico Testamento, mitologia e antichità classica, medioevo: si ricordino, a titolo d'esempio, Adamo ed Eva, Saul, Agamennone, Didone, Tarquinio il Superbo, Odoacre, per giungere infine ai tempi dell'autore; il più recente personaggio citato è infatti Giovanni II di Francia. Degni di nota anche i casi di personaggi che Boccaccio conobbe tramite fonti orali a lui vicine (ad esempio Jacques de Molay, ultimo gran maestro templare, del cui rogo nel 1314 era stato testimone oculare suo padre) o addirittura di persona (Gualtieri VI di Brienne e Filippa da Catania).

### La tecnica della "visione"
Per mettere in scena questa raccolta, Boccaccio usa l'espediente della "visione", ripreso già anni prima nell'Amorosa visione e che ritornerà nel Corbaccio. L'autore/protagonista, nell'opera, è infatti contorniato da una moltitudine di infelici, trascegliendone alcuni sulla base delle loro richieste di essere ricordati presso i posteri.

### Biografie contenute
Nell'opera Boccaccio elenca moltissime figure; qui di seguito verranno elencati soltanto i personaggi i cui nomi danno il titolo (qui tradotto dal latino) al relativo capitolo, dei quali l'autore tratta più distesamente (mentre di svariati altri fornisce informazioni più cursorie all'interno di capitoli cumulativi).
Libro I
- Adamo ed Eva, i progenitori
- Nembroth
- Saturno
- Cadmo, re di Tebe
- Giocasta, regina di Tebe
- Tieste e Atreo
- Teseo, re di Atene
- Priamo, re di Troia, ed Ecuba
- Agamennone, re di Micene
- Sansone

Libro II
- Saul, re d'Israele
- Roboamo, re di Giuda
- Atalia, regina di Gerusalemme
- Didone, regina di Cartagine
- Sardanapalo, re d'Assiria
- Sedecia, re di Gerusalemme
- Astiage, re di Media
- Creso, re di Lidia
- Mezio Fufezio, re di Alba Longa

Libro III
- Tarquinio il Superbo, re di Roma
- Serse, re di Persia
- Appio Claudio decemviro
- Alcibiade ateniese
- Annone figlio di Amilcare, cartaginese
- Artaserse, re di Persia

Libro IV
- Marco Manlio Capitolino
- Dionisio di Siracusa
- Policrate di Samo
- Callistene filosofo
- Alessandro, re d'Epiro
- Dario, re di Persia
- Eumene, governante di Cappadocia e Paflagonia
- Olimpiade, regina di Macedonia
- Agatocle, re di Sicilia
- Arsinoe, regina di Macedonia
- Pirro, re d'Epiro
- Arsinoe, regina di Cirene

Libro V
- Seleuco e Antioco, re di Asia e Siria
- Marco Atilio Regolo
- Siface, re di Numidia
- Antioco il Grande, re di Asia e Siria
- Annibale, comandante cartaginese
- Prusia, re di Bitinia
- Perseo, re di Macedonia
- Pseudo-Filippo, re di Macedonia
- Alessandro Balas, re di Siria
- Demetrio, re di Siria
- Alessandro Zabina, re di Siria
- Giugurta, re di Numidia

Libro VI
- Gaio Mario arpinate
- Cleopatra
- Mitridate, re del Ponto
- Orode, re di Partia
- Gneo Pompeo Magno
- Marco Tullio Cicerone
- Marco Antonio triumviro

Libro VII
- Erode, re di Giudea
- Tiberio Cesare, Gaio Caligola e Valeria Messalina
- Nerone Claudio Cesare
- Aulo Vitellio Cesare

Libro VIII
- Valeriano, imperatore romano
- Zenobia, regina di Palmira
- Diocleziano, imperatore romano
- Massimiano, imperatore romano
- Galerio, imperatore romano
- Giuliano l'apostata
- Radagaiso, re dei goti
- Odoacre, re d'Italia
- Artù, re dei britanni
- Rosmunda, regina dei longobardi

Libro IX
- Brunechilde, regina dei franchi
- Romilda, duchessa del Friuli
- Desiderio, re dei longobardi
- Papa Giovanni XII
- Diogene, imperatore di Costantinopoli
- Andronico, imperatore di Costantinopoli
- Guglielmo III di Sicilia
- Enrico, re dei romani
- Carlo, re di Sicilia
- Giacomo, maestro dei templari
- Gualtieri, duca d'Atene
- Filippa da Catania

## Finalità
Il De casibus ha una finalità educativa. Boccaccio, infatti, dichiara di voler giovare alla patria, di ammorbidire i cuori di pietra dei suoi lettori (saxea corda) con la forza degli esempi di coloro che in ogni età, dopo aver raggiunto lo splendore, hanno abbandonato la via giusta e sono miseramente caduti. In sostanza, nel De casibus Boccaccio cerca di delineare un modello etico retto ed onesto, volto a conformare lo spirito civile degli uomini per la costruzione di una società migliore. Inoltre, Boccaccio riflette ancora sulla volubilità della Fortuna, tema a lui particolarmente caro, che scandisce l'intero susseguirsi degli eventi che mutano le sorti degli uomini e anche delle donne.

### Giudizi morali
Tra i personaggi citati, si ricordano Cicerone, aspramente criticato dall'autore per la sua mancanza di coerenza tra l'oratio (cioè quanto si è predicato a parole) e la vita (intesa come esplicazione della dottrina morale esplicata nell'oratio), e Dante Alighieri, forse l'unico degli autori del passato che Boccaccio tratta con stima e lode.
All'inizio dell'VIII libro all'autore appare poi Petrarca, che rimprovera Boccaccio per la condotta licenziosa di vita e lo esorta a concludere l'opera, che ha accantonato per pigrizia.

## Composizione

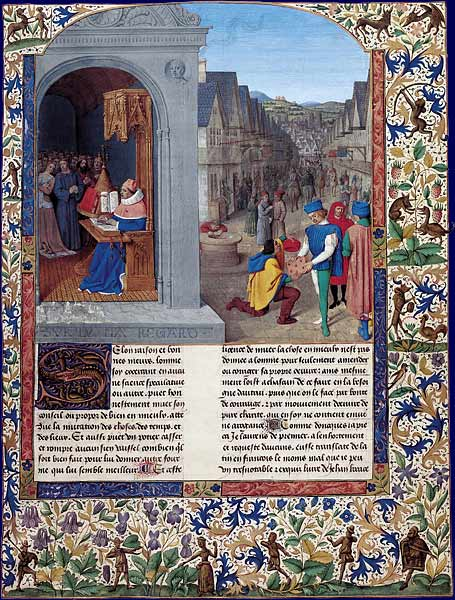
Boccaccio scrivente il 'De casibus'; un messaggero consegna l'opera a Mainardo de' Cavalcanti, da un manoscritto (Cod. Gall. 6, fol. 10) alla Bayerische Staatsbibliothek

Come per l'analogo De mulieribus claris, anche il De casis fu composto da Boccaccio dopo la sua "conversione all'umanesimo", successiva all'incontro con Francesco Petrarca.
La composizione si data in due fasi redazionali distinte, di cui la prima risale agli anni tra il 1355 e il 1360. Boccaccio riprese in mano l'opera nei suoi ultimi anni di vita, ampliandola quando fu presentata al gran siniscalco del Regno di Napoli, il fiorentino Mainardo Cavalcanti.

### Fonti e modelli
- Valerio Massimo, i cui Factorum et dictorum memorabilium libri IX sono il modello di riferimento principale.[19]
- Il Chronicon di Girolamo-Eusebio.[20]
- Divina Commedia, per il rimando alla tecnica della visione.[3]
- De viris illustribus di Petrarca.

## Ricezione

### Tradizione manoscritta
Del De Casibus è testimoniato un solo codice nella "Parva Libreria" di Santo Spirito. Non è stato tramandato alcun autografo. In generale, abbiamo 137 codici.

### Fortuna
L'opera, in maniera analoga al simile De mulieribus claris, godette di buona diffusione e fortuna. Tramite sue traduzioni dal latino al francese, influenzò autori della letteratura inglese quali Geoffrey Chaucer (in particolare, ma non solo, per Il racconto del monaco all'interno dei Racconti di Canterbury) e John Lydgate (The Fall of Princes, 1438).